# Hotel El Tovar
El Hotel El Tovar (en inglés: El Tovar Hotel) también conocido simplemente como El Tovar, es un antiguo hotel de Fred Harvey Company situado directamente en el borde sur del Gran Cañón en Arizona (Estados Unidos). Fue diseñado por Charles Whittlesey, arquitecto jefe del Ferrocarril de Atchison, Topeka y Santa Fe y fue inaugurado en 1905 como parte de una cadena de hoteles y restaurantes  propiedad y gestionados por la compañía Fred Harvey junto con el ferrocarril de Santa Fe. Esta en el extremo norte de la Grand Canyon Railway, que anteriormente era un brazo de Santa Fe.